# 21P/Giacobini-Zinner
21P/Giacobini-Zinner, komet Jupiterove obitelji, objekt blizu Zemlji.
Otkrio ga je Giacobini 1900. godine. Ponovo ga je otkrio Zinner 1913. godine. Ovaj komet je matično tijelo meteorskog roja Giacobinida (Drakonida).